# Shruti Sadolikar Katkar
Shruti Sadolikar Katkar est une chanteuse classique indienne née en 1951. Elle est représentative de l'école Jaipur-Atrauli. Elle reçoit le prix de l'Académie Sangeet Nadak en 2011 dans la catégorie « chant en hindoustani»